# Gordon Coventry
Gordon Richard James Coventry (Diamond Creek, Victoria; 25 de septiembre de 1901 - Diamond Creek, Victoria, el 7 de noviembre de 1968) fue un jugador de futbol australiano que jugaba para el Collingwood Football Club de la VFL (AFL), considerado como uno de los mejores jugadores de la historia del deporte. Tenía muchos récords, incluyendo la mayoría de las temporadas consecutivas liderando la liga en goles (5), la mayoría de los años consecutivos liderando un club en goles (16), y la mayoría de los goles para una carrera (1299), que no fue superada hasta 1999 por Tony Lockett, más de sesenta años después de su jubilación.